# Bagrationowsk
Bagrationowsk, Iława Pruska, Iławka ros. Багратионовск, niem. Preußisch Eylau, lit. Prūsų Ylava, ros. hist. Прусская Илава, Pruskaja Iława – miasto w obwodzie królewieckim w Rosji (6,4 tys. mieszkańców w 2021), położone przy granicy z Polską. Centrum rejonu bagrationowskiego.

## Historia
Iława Pruska leży w krainie historycznej Prusy Dolne (na obszarze dawnej Natangii), która została włączona do państwa zakonu krzyżackiego po II powstaniu pruskim. Obszar ten należał do komturii w Bałdze.
W 1325 roku wielki mistrz krzyżacki Werner von Orseln założył zamek, wokół którego powstała później osada. Budową kierował Arnolph von Eylenstein i na ponad 200 lat stał się siedzibą Zakonu Krzyżackiego, m.in. Konrada von Wallenroda. W 1348 komtur bałgijski lokował przy zamku osadę.
Nazwa zamku, a później osady i miasta brzmiała Iława (w 1326 Yle, w 1379 Eylaw), a następnie Pruska Iława (w 1400 Prussche Ylow, później zwykle Preußisch Eylau), dla odróżnienia od Niemieckiej Iławy (Deutsch Eylau) w Prusach Górnych założonej w 1305 roku (dzisiejsza Iława). Prawdopodobnie oznacza miejsce wśród błot lub nawiązuje do rodzaju gleby (por. Iława w województwie lubuskim).

Akt oddania się stanów pruskich królowi Polski Kazimierzowi IV Jagiellończykowi i Koronie Królestwa Polskiego, 1454

Miasto opowiedziało się po stronie Związku Pruskiego, na którego wniosek w 1454 król Polski Kazimierz IV Jagiellończyk ogłosił przyłączenie Prus, włącznie z miastem, do Korony Królestwa Polskiego, jednakże w 1455 przeszło na stronę krzyżacką, po czym było oblegane przez stronę związkową. Zamek został zniszczony przez pożar w 1455 r., później został odbudowany. Po zakończeniu wojny trzynastoletniej w 1466 miasto pozostało w państwie krzyżackim, znajdując się zarazem pod zwierzchnictwem polskim jako lenno. Po wypowiedzeniu posłuszeństwa przez Krzyżaków i wybuchu kolejnej wojny polsko-krzyżackiej osada była dwukrotnie zniszczona podczas bezskutecznego oblężenia zamku przez Polaków w 1520 i 1525. W 1521 zamek dostał pod zastaw Fabian von Lehndorff. Po wojnie miasto pozostało polskim lennem do 1657 jako część Prus Książęcych. W 1585 książę Jerzy Fryderyk Hohenzollern nadał Iławie pełne prawa miejskie oraz herb. W okolicach miasta urodził się pułkownik Krystian Kalkstein

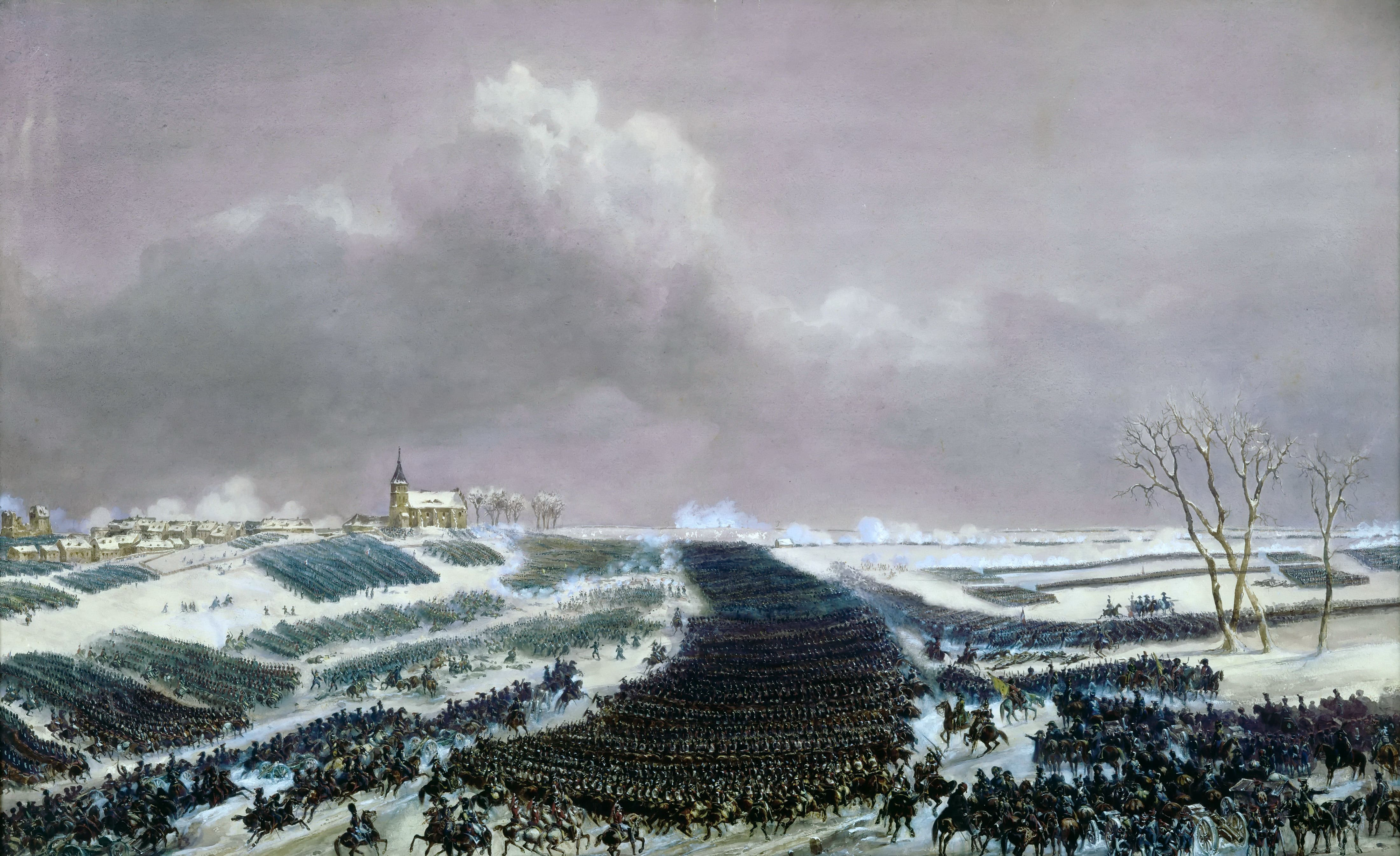
Bitwa pod Pruską Iławą w 1807

W 1802 miasto zniszczył wielki pożar.
7 i 8 lutego 1807 roku w pobliżu miasta rozegrała się krwawa bitwa pomiędzy wojskami francuskimi pod wodzą Napoleona a armią rosyjską, dowodzoną przez generała Bennigsena, wspomaganą przez kontyngent pruski. Jednym z dowodzących bitwą był generał rosyjski Piotr Bagration, od którego nazwiska wzięła się obecna, rosyjska nazwa miasta.
W 1814 zrujnowany zamek nabywa rodzina Valentini i wznosi obok dwór. Po pruskiej reformie administracyjnej od 1819 siedziba powiatu. W 1866 do miasta dotarła linia kolei Królewiec – Ełk.
Podczas I wojny światowej miasto zostało zajęte przez Rosjan.

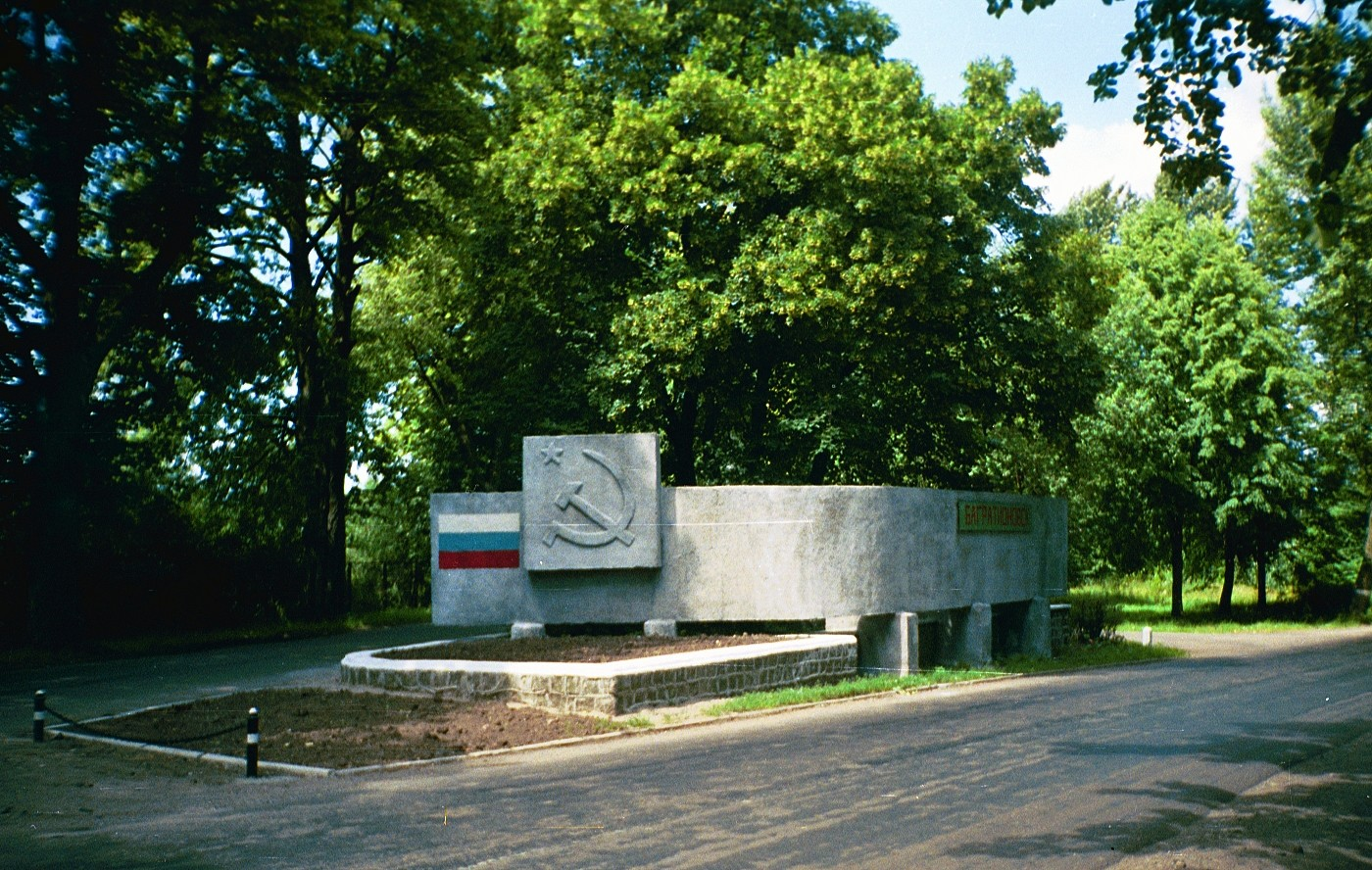
Wjazd do miasta od strony granicy z Polską (1995)

W 1939 miasto liczyło 7485 mieszkańców. 10 lutego 1945 miasto zostało zdobyte przez wojska 3 Frontu Białoruskiego i poważnie ucierpiało w czasie walk.
Początkowo linia demarkacyjna pomiędzy Polską i ZSRR przechodziła 1 km na północ od miasta, które podlegało polskiej administracji. W dniu 27 czerwca 1945 roku komendant wojenny mjr Małachow złożył polskiemu staroście powiatowemu Piotrowi Gagatko akt zdawczo-odbiorczy i przekazał mu miasto. Wówczas została ustalona urzędowa polska nazwa miasta Iławka. Jednak 16 października radziecki dowódca wojsk pogranicznych płk Gołowkin powiadomił starostę o przesunięciu granicy kilometr na południe od Pruskiej Iławki. Mimo protestów strony polskiej 17 października Gołowkin zamknął granicę. W dniu 12 grudnia 1945 roku polski burmistrz Pruskiej Iławki zdał miasto administracji radzieckiej i włączono ją do ZSRR. Powiat iławecki mimo przeniesienia siedziby do Górowa Iławeckiego zachował swą nazwę do 1958 r.
Po wojnie był tu więziony polski duchowny Wojciech Zink.

## Zabytki

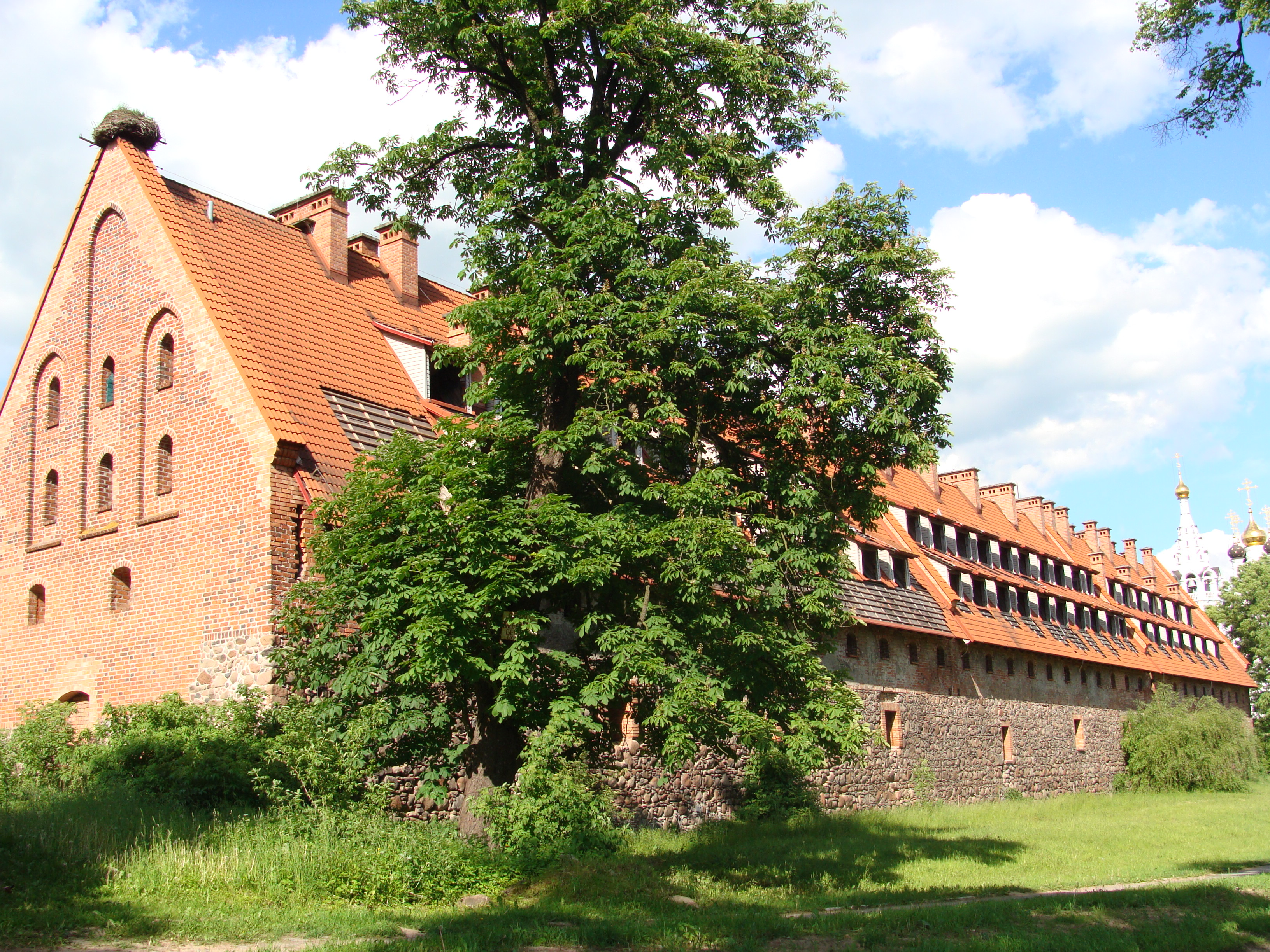
Zamek

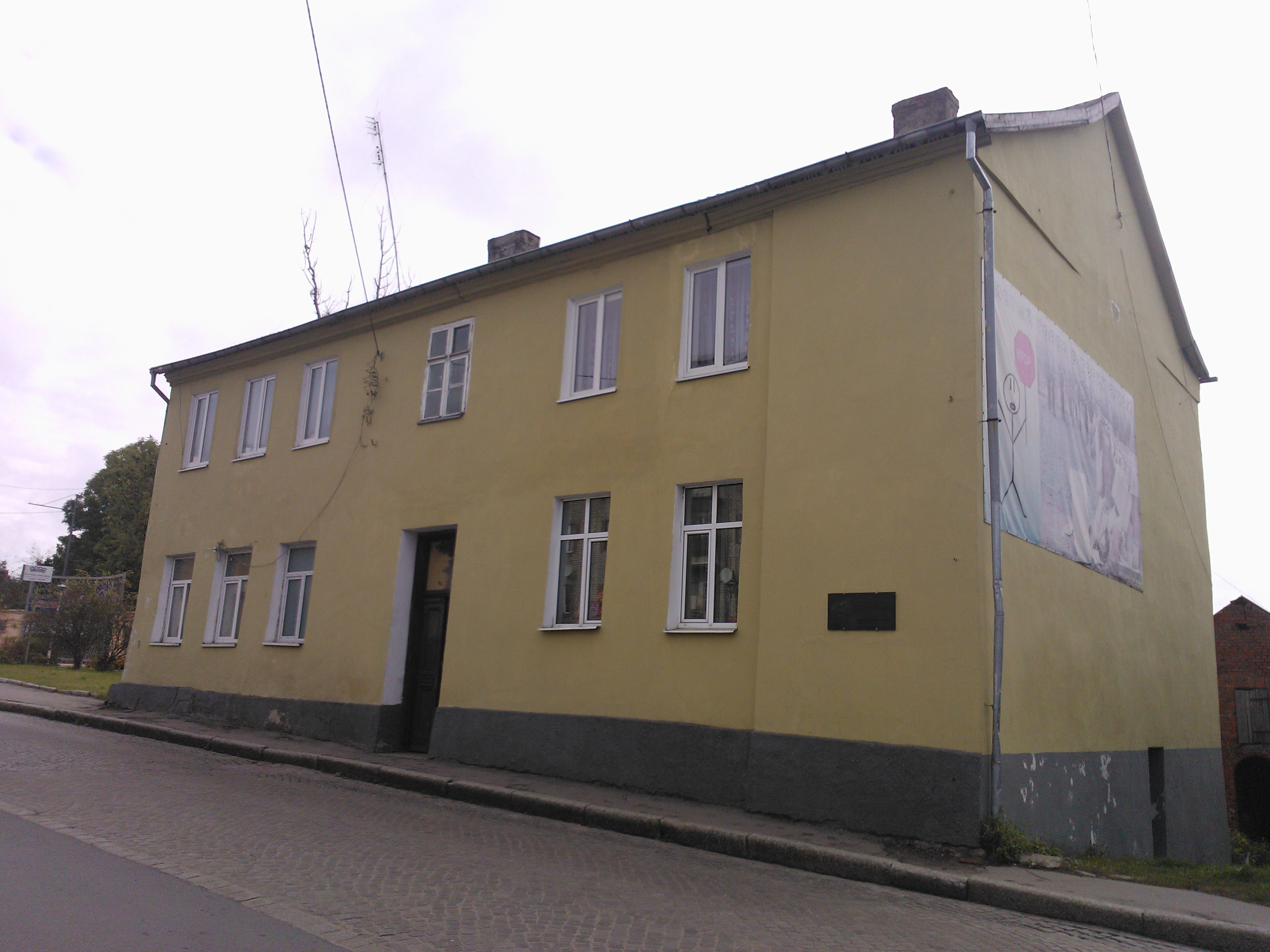
Dom Napoleona

- Gotycki kościół z XIV wieku, przebudowany w XVII/XVIII wieku, zniszczony w czasie bitwy w 1807, uszkodzony w 1945; po wojnie użytkowany jako magazyn, w 1964 gruntownie przebudowany na halę fabryczną;
- Dom Napoleona, w którym Napoleon Bonaparte zatrzymał się po bitwie, ocalałe skrzydło przy ul. Centralnej (Landsbergerstrasse 19);
- Ruiny zamku z XIV wieku – była to warownia w typie czteroskrzydłowego kasztelu (41 × 39 m) z przeznaczeniem dla prokuratora krzyżackiego. W narożu znajdowała się wieża główna o boku 12,5 m. Do dzisiaj zachowało się przyziemie w części południowo-zachodniej, zarysy murów, zachowane stajnia i spichlerz na przedzamczu;
- Płaskorzeźba rycerza na rynku pochodząca z zamku, tzw. baba pruska;
- Pomnik bitwy pod Pruską Iławą, odsłonięty 20 listopada 1856;